# Undo (映画)
『undo』（アンドゥー）は、1994年に公開された岩井俊二監督の映画作品である。
1995年ベルリン国際映画祭フォーラム部門NETPAC受賞作品、1995年メルボルン国際映画祭招待上映作品。

## キャスト
- 妻(萌実)：山口智子
- 夫(由紀夫)：豊川悦司
- カウンセラー：田口トモロヲ

## あらすじ
マンションに暮らす一組の夫婦。妻・萌実（山口智子）の歯列矯正の治療が終わり、やっと二人の時間ができたと思った矢先、夫・由起夫（豊川悦司）の仕事が忙しくなる。萌実は退屈な一人の時間を埋めるために編み物を始めるが、自分の手を毛糸で縛っていることに気が付く。それをきっかけにあらゆるものを縛りたいという欲求にとらわれる萌実。心配した由紀夫は萌実を連れてカウンセラーに診てもらったところ「強迫性緊縛症候群」と診断された。次第に萌実の症状が悪化していき、やがて「私を縛ってよ」と言いはじめる。由紀夫は萌実の言うとおりに縛っていくが・・・